# Ласник, Говард
Го́вард Ла́сник (англ. Howard Lasnik, род. 3 июля 1945) — американский лингвист, почётный университетский профессор (Distinguished University Professor) отделения лингвистики Мэрилендского университета в Колледж-Парке. Сфера научных интересов Ласника включает синтаксическую теорию, исследование логической формы и обучение языку.

## Биография
Окончив в 1967 году Технологический институт Карнеги со степенью бакалавра наук в области математики и английского языка, в 1969 году Г. Ласник получил степень магистра искусств в области английского языка в Гарвардском университете, а в 1972 году — степень доктора философии в области лингвистики в Массачусетском технологическом институте. Тема диссертации — «Анализ отрицания в английском языке».

### Книги
- Lasnik, H. and J. Uriagereka. A Course in GB Syntax: Lectures on Binding and Empty Categories. — MIT Press, 1988. — ISBN 0-262-62060-X.
- Lasnik, H. Essays on Anaphora. — Kluwer Academic Publishers, 1989. — ISBN 1-556-08091-3.
- Lasnik, H. Essays on Restrictiveness and Learnability. — Kluwer Academic Publishers, 1990.
- Lasnik, H. and M. Saito. Move Alpha: Conditions on Its Application and Output. — MIT Press, 1992. — ISBN 0-262-12161-1. (1994, ISBN 0-262-62091-X)
- Lasnik, H. Minimalist Analysis. — Blackwell, 1999.
- Lasnik, H. (with M. Depiante and A. Stepanov). Syntactic Structures Revisited: Contemporary Lectures on Classic Transformational Theory. — MIT Press, 2000. — ISBN 0-262-12222-7.
- Lasnik, H. Minimalist Investigations in Linguistic Theory. — Routledge Ltd., 2003.
- Lasnik, H. and J. Uriagereka. A Course in Minimalist Syntax: Foundations and Prospects. — Blackwell, 2005. — ISBN 0-631-19988-8.

Помимо названных работ, Г. Ласник принял участие в работе над книгой Н. Хомского «Минималистская программа».